# Jägerweiher (Naturschutzgebiet)

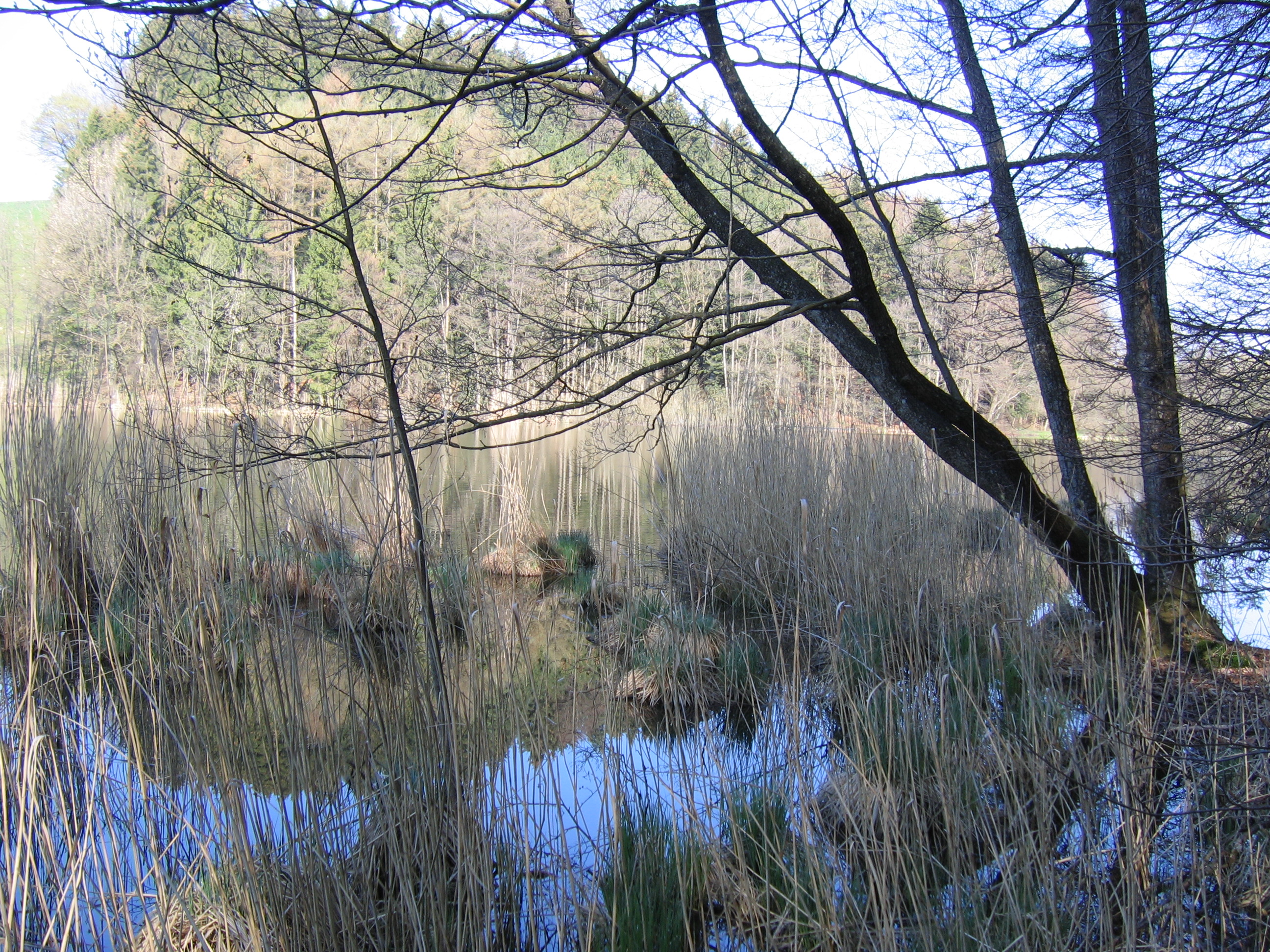
Verlandungszone am Nordufer des Jägerweihers

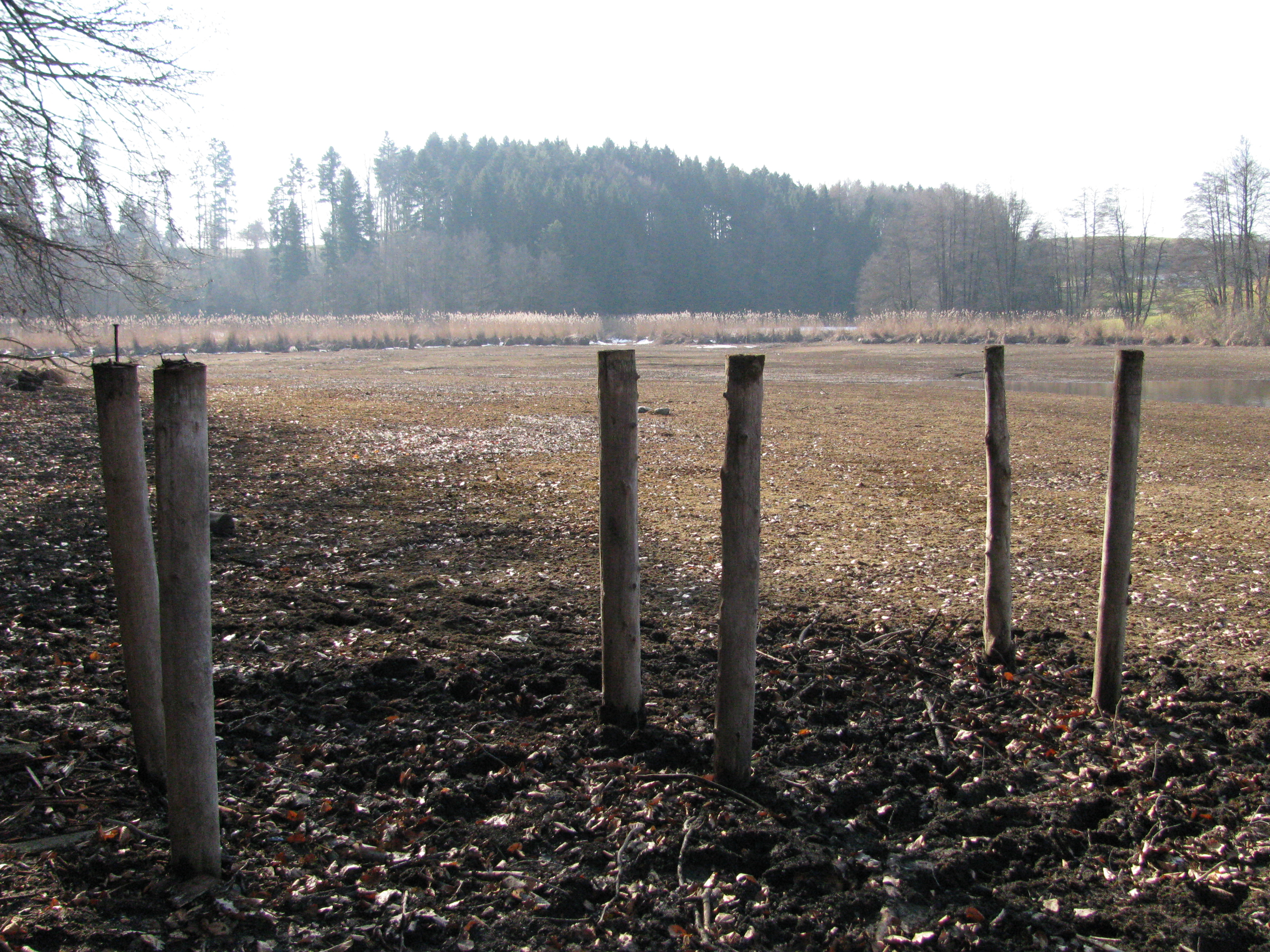
Abgelassener Weiher (Februar 2011)

Das Gebiet Jägerweiher ist ein mit Verordnung vom 15. Mai 1990 des Regierungspräsidiums Tübingen ausgewiesenes Naturschutzgebiet (NSG-Nummer 4.119) um den Jägerweiher im Gebiet der baden-württembergischen Gemeinde Neukirch im Bodenseekreis in Deutschland.

## Lage
Das rund sechs Hektar große Naturschutzgebiet Jägerweiher, im Nordwesten Neukirchs zwischen den Weilern Landholz, Russenried, Schnaidt und Zannau gelegen, gehört naturräumlich zum Westallgäuer Hügelland und liegt auf einer Höhe von 560 m ü. NN.

## Schutzzweck
Wesentlicher Schutzzweck des NSG Jägerweiher ist die Erhaltung und Verbesserung des landschaftlich reizvoll gelegenen Jägerweihers, seiner Ufervegetation und der angrenzenden Streuwiesen als Lebensraum für viele seltene und bedrohte Tier- und Pflanzenarten.

## Flora und Fauna

### Flora
Aus der schützenswerten Flora sind innerhalb der Schwimmblatt-, Röhricht- und Wiesenvegetationen folgende Pflanzenarten (Auswahl) zu nennen:
- Hahnenfußgewächse
  - Sumpfdotterblume (Caltha palustris)
- Hornblattgewächse
  - Raues Hornblatt (Ceratophyllum demersum), eine untergetaucht lebende Wasserpflanze
- Knöterichgewächse
  - Wasser-Knöterich (Persicaria amphibia)
- Laichkrautgewächse
  - Grasblättriges Laichkraut (Potamogeton gramineus)
  - Schwimmendes Laichkraut (Potamogeton natans)
- Orchideen
- Sauergrasgewächse
  - Davalls Segge (Carex davalliana), auch als Torf- oder Rau-Segge bezeichnet
- Schachtelhalmgewächse
  - Teich-Schachtelhalm oder Schlamm-Schachtelhalm (Equisetum fluviatile)
- Seerosengewächse
  - Weiße Seerose (Nymphaea alba), im Volksmund oft als Wasserlilie bezeichnet
- Tausendblattgewächse
  - Quirliges Tausendblatt (Myriophyllum verticillatum)
- Wasserschlauchgewächse
  - Verkannter Wasserschlauch (Utricularia australis), auch Südlicher Wasserschlauch oder Großer Wasserschlauch

### Fauna
Die Vielfalt der Pflanzenarten auf engstem Raum ist Lebensraum für eine bemerkenswert reichhaltige Tierwelt und weist zahlreiche bedrohte bzw. geschützte Arten auf, insbesondere aus den Klassen der Amphibien, Insekten und Vögel, zum Beispiel
- Blässhuhn (Fulica atra), eine Art aus der Familie der Rallen
- Rohrammer (Emberiza schoeniclus), auch Rohrspatz genannt, ist eine Vogelart aus der Familie der Ammern
- Teichralle (Gallinula chloropus), häufig auch als Teichhuhn bezeichnet, ebenfalls eine Art aus der Familie der Rallen
- Teichrohrsänger (Acrocephalus scirpaceus), eine Singvogelart aus der Familie der Grasmückenartigen
- Zwergtaucher (Tachybaptus ruficollis), eine Art aus der Familie der Lappentaucher

## Wanderwege
Am Weiher entlang verlaufen einige ausgeschilderte Wanderwege, unter anderem die zweite Etappe des Jubiläumswegs Bodenseekreis, ein 111 Kilometer langer Wanderweg, der 1998 zum 25-jährigen Bestehen des Bodenseekreises ausgeschildert wurde. Er führt über sechs Etappen durch das Hinterland des Bodensees von Kressbronn über Neukirch, Meckenbeuren, Markdorf, Heiligenberg und Owingen nach Überlingen.